# Gatien Marcailhou
Gatien Marcailhou właściwe Gatien Pierre Joseph Ferdinand de Marcailhou d'Aymeric, ur. 18 grudnia 1807 w Ax-les-Thermes, zm. 25 grudnia 1855 w Paryżu  – francuski kompozytor, pianista.
Z wykształcenia był lekarzem. Swoje umiejętności muzyczne zdobył ucząc się u swego ojca. Zdobył sławę w swoim czasie jako jeden z pierwszych twórców francuskich walców.  Był także teoretykiem gry na fortepianie i pedagogiem (był nauczycielem Gabriela Fauré). Napisał ok. 144 tańców (walce, kadryle, polka- mazurki i in.). Pozostając w związku uczuciowym ze znaną pisarką George Sand dedykował jej swój walc pt. Indiana (jest to również tytuł jednej z powieści George Sand).